# Volksinitiative (Deutschland)
Die Volksinitiative ist ein Instrument der direkten Demokratie in den deutschen Bundesländern. Ihr Name leitet sich vom sogenannten Initiativrecht, also dem Recht Vorschläge und Gesetzesentwürfe in ein Parlament zum Zwecke der Beschlussfassung einzubringen, ab. In einigen Ländern kann die Volksinitiative über das Volksbegehren zum Volksentscheid führen, in anderen Ländern ist sie ein davon losgelöstes Verfahren. Auf Bundesebene gibt es für Bürger in Deutschland kein Initiativrecht, sie können sich also nicht unmittelbar mit Vorlagen in den Deutschen Bundestag einbringen.
Um eine Volksinitiative zum Erfolg – sprich zu einer Behandlung im Parlament – zu führen, müssen die Initiatoren, meist in einer bestimmten Frist, eine festgelegte Zahl an Unterstützungsbekundungen in Form von Unterschriften hierzu berechtigter (zumeist wahlberechtigter) Personen vorlegen. Das Parlament muss den Vorschlag dann im Plenum behandeln, ist aber frei in seiner Entscheidung, ob und was es zu der Vorlage beschließt.
In Baden-Württemberg und Sachsen wird das Verfahren Volksantrag, in Bremen und Thüringen hingegen Bürgerantrag genannt. In Berlin kann die Volksinitiative von allen Einwohnern des Landes genutzt werden, auch denjenigen ohne deutsche Staatsangehörigkeit, weshalb das Instrument dort manchmal umgangssprachlich als Einwohnerinitiative bezeichnet wird (der Ausdruck findet sich jedoch nicht in der Verfassung des Landes). Die Länder Bayern und Hessen kennen das Instrument Volksinitiative gar nicht, dort ermöglicht jedoch der Antrag auf ein Volksbegehren den Bürgern ein Initiativrecht.
In der Weimarer Republik, als erstmals Instrumente der Direkten Demokratie in Deutschland eingeführt wurden, waren teilweise andere Begriffe gebräuchlich. So wurde auf Reichsebene vom Volksantrag gesprochen, der dem Volksbegehren voranging. In den Ländern Baden und Oldenburg hieß dieses Instrument hingegen Volksvorschlagsrecht.
Die Schweiz kennt ebenfalls Volksinitiativen, die dort jedoch anders und insgesamt einheitlicher ausgestaltet sind und denen eine deutlich wichtigere Rolle im Politischen System der Schweiz zukommt. Österreich kennt keine Volksinitiative, jedoch kann das Volk dort mittels des Volksbegehrens das Initiativrecht wahrnehmen.

## Begriffsbedeutung und Ausgestaltung
Der Ausdruck Volksinitiative wird im deutschsprachigen Raum in unterschiedlicher Bedeutung gebraucht und beschreibt mehrere, zum Teil stark voneinander abweichende Verfahren. In Österreich gibt es kein Verfahren dieses Namens.

### Die Volksinitiative als Teil von Volksabstimmungen

#### Direkte Volksinitiative
In der Schweiz ist die Volksinitiative Bestandteil der zweistufigen Volksgesetzgebung und ein zentrales Instrument der politischen Ausgestaltung der Gesellschaft. Man spricht von einer Direkten Volksinitiative, da sie die unmittelbare Vorstufe für den Volksentscheid bildet.

#### Indirekte Volksinitiative
In mehreren deutschen Ländern ist die Volksinitiative Bestandteil der dreistufigen Volksgesetzgebung und dabei der erste Schritt im Gesamtverfahren der Volksabstimmung. Wird eine Volksinitiative im Parlament behandelt und von diesem nicht angenommen, können die Initiatoren ihr Anliegen als Volksbegehren weiter verfolgen. Man spricht von einer Indirekten Volksinitiative, da sie lediglich über den Zwischenschritt eines erfolgreichen Volksbegehrens zum Volksentscheid führt. Der Volksantrag in Sachsen entspricht der Indirekten Volksinitiative.

### Die Volksinitiative als eigenständiges Verfahren
In vielen Ländern Deutschlands (Mecklenburg-Vorpommern, Niedersachsen, Rheinland-Pfalz, NRW und Sachsen-Anhalt) wird der Begriff „Volksinitiative“ für ein eigenständiges Verfahren der Bürgerbeteiligung verwendet. Das Verfahren führt bei Erreichen einer bestimmten Anzahl von Unterschriften zwingend zu einer Behandlung im Parlament und endet, nachdem dort eine Entscheidung getroffen wurde. Mit diesem Instrument kann das Stimmvolk sein Initiativrecht wahrnehmen, ohne dass damit jedoch weitere Schritten der Volksgesetzgebung, wie beispielsweise das Volksbegehren oder der Volksentscheid, verknüpft wären. In diesen Fällen gibt es neben der Volksinitiative ein weiteres Instrument (üblicherweise der Antrag auf ein Volksbegehren), mit dem eine Initiative sowohl in das Parlament eingebracht, als auch zu einem Volksentscheid gebracht werden kann.
In einigen deutschen Ländern ist die eigenständige Volksinitiative unter anderem Namen in der Verfassung verankert. So ist in Berlin die Bezeichnung Einwohnerinitiative in Gebrauch, in Hamburg wird von der Volkspetition gesprochen, in Bremen und Thüringen vom Bürgerantrag.

### Volksinitiativen als gemischtes Verfahren
In einigen deutschen Bundesländern ist die Volksinitiative (beziehungsweise das jeweils vergleichbare Verfahren) gemischt ausgestaltet. Das heißt, dass sie neben einem Antrag auf ein Volksbegehren besteht, jedoch sowohl eigenständig angewendet als auch als Teil einer weiterführenden Volksgesetzgebung genutzt werden kann, um eine Initiative bis zum Volksentscheid zu bringen.

## Anwendungsbedingungen
Neben einem Unterschriftenquorum und ggf. auch einer Frist, unterliegen Volksinitiativen einer ganzen Reihe von weiteren Beschränkungen.

### Themenausschluss
Grundsätzlich muss der Gegenstand einer Volksinitiative in die Zuständigkeit der entsprechenden Gebietskörperschaft fallen. So kann bspw. eine Volksinitiative in einem Bundesland nicht auf die Änderung eines Bundesgesetzes abzielen. Zudem darf eine Volksinitiative nicht der freiheitlich-demokratischen Grundordnung der Bundesrepublik Deutschland oder der verfassungsmäßigen Ordnung des jeweiligen Bundeslandes widersprechen. Eine Volksinitiative bspw. zur Einführung der Todesstrafe oder zur Abschaffung des Landesverfassungsgerichtes ist somit in jedem Fall unzulässig.
Neben diesen allgemeinen, sich aus der demokratischen Grundordnung ergebenden Einschränkungen, sind in einigen Bundesländern noch weitere Themen von der Volksinitiative ausgeschlossen. Diese umfassen zumeist den Haushalt, Dienst- und Versorgungsbezüge sowie staatliche Abgaben.

### Eintragungsmöglichkeit
Um in Deutschland eine Volksinitiative zu unterstützen, müssen sich wahlberechtigte Bürger eigenhändig mit Namen, Anschrift und Unterschrift, teilweise zusätzlich mit Geburtsdatum und/oder Datum der Unterzeichnung auf entsprechenden Formularen eintragen. Lediglich körperbehinderte oder anderweitig an eigenhändiger Unterzeichnung gehinderte Personen dürfen die Eintragung ins Formular an jemanden delegieren. Zur Überprüfung der Wahlberechtigung des Unterzeichnenden werden die Angaben mit den kommunalen Melderegistern abgeglichen. Die Formulare werden nach Abschluss der Volksinitiative, unabhängig vom Ausgang des Verfahrens, vernichtet.
Die Vorgaben zur Gestaltung der Formulare, welche Informationen darauf enthalten sein müssen und ob sich nur eine Person pro Formular (Unterschriftenbogen) oder mehrere Personen pro Formular (Unterschriftenliste) eintragen dürfen, unterscheiden sich je nach Gebietskörperschaft deutlich. In einigen Bundesländern besteht darüber hinaus die Möglichkeit, dass sich Unterzeichner vor Einreichung der Volksinitiative auch wieder austragen lassen können. Die Verantwortung für die korrekte Gestaltung der Formulare tragen die Initiatoren einer Volksinitiative. Die Unterschriften können dabei in allen Bundesländern in der so genannten Freien Sammlung eingeholt werden, d. h. die Bürger können sich „auf der Straße“ in die Formulare eintragen und ihre Unterstützung bekunden.

### Verfahrenskosten
Die Kosten für die Herstellung und ggf. (bei Amtseintragung) Verteilung der Formulare an die Eintragungsstellen fallen zu Lasten der Initiatoren der Volksinitiative. Alle anderweitig anfallenden Aufwendungen (Abgleich mit Melderegistern, Prüfung und Bescheid) fallen zu Lasten der Staatskasse.

### Verfahrensabschluss
Eine erfolgreiche Volksinitiative findet ihren Abschluss mit der Beratung und Beschlussfassung im Plenum des Parlaments. Dem Parlament ist hierfür zumeist eine Frist von mehreren Monaten nach amtlicher Feststellung des Zustandekommens der Volksinitiative gesetzt.
Wenn die Volksinitiative Teil der dreistufigen Volksgesetzgebung ist, haben die Initiatoren nach einer Ablehnung durch das Parlament die Möglichkeit ihr Anliegen – auch in veränderter Form – mit einem Volksbegehren weiter zu verfolgen.
In einigen Bundesländern können gescheiterte Volksinitiativen – die also z. B. zu wenig Unterschriften erzielten – auf Beschluss des Parlaments oder Antrag der Initiatoren an den jeweiligen Petitionsausschuss zur Behandlung übermittelt werden.

## Rahmenbedingungen in Deutschland
| Die Volksinitiative als eigenständiges Verfahren | Die Volksinitiative als eigenständiges Verfahren                                                                           | Die Volksinitiative als eigenständiges Verfahren                            | Die Volksinitiative als eigenständiges Verfahren | Die Volksinitiative als eigenständiges Verfahren |
| Gebietskörperschaft                              | geregelt in | Themenausschluss                                                            | Unterschriftenquorum                             | Sammlungsfrist                                   |
| ------------------------------------------------ | --- | --------------------------------------------------------------------------- | ------------------------------------------------ | ------------------------------------------------ |
| Berlin                                           | Art. 61 der Landesverfassung; §§ 1–9 des Abstimmungsgesetzes                                                               | kein Themenausschluss                                                       | 20.000                                           | 6 Monate rückwirkend von der Einreichung         |
| Berlin                                           | → Hauptartikel : Volksgesetzgebung in Berlin                                                                               |                                                                             |                                                  |                                                  |
| Bremen (Bürgerantrag)                            | Art. 87 der Landesverfassung; §§ 1–7 des Bürgerantragsgesetzes                                                             | Haushalt, Dienst- und Versorgungsbezüge, Abgaben und Personalentscheidungen | 5.000                                            | keine Frist                                      |
| Niedersachsen                                    | Art. 47 der Landesverfassung; §§ 3–11 des Volksabstimmungsgesetzes; 62b–c (PDF; 842 kB) der Geschäftsordnung des Landtages | kein Themenausschluss                                                       | 70.000                                           | 1 Jahr                                           |
| Nordrhein-Westfalen                              | Art. 67 der Landesverfassung; §§ 1–5 des VIVBVEG; § 1 der Durchführungsverordnung zum VIVBVEG                              | kein Themenausschluss                                                       | 0,5 %                                            | 1 Jahr rückwirkend von der Einreichung           |
| Rheinland-Pfalz                                  | Art. 107, 108a der Landesverfassung; § 60g–h des Landeswahlgesetzes; §§ 73–74 der Landeswahlordnung                        | Finanzfragen, Abgabengesetze, Besoldungsordnungen                           | 30.000                                           | 1 Jahr rückwirkend von der Einreichung           |
| Saarland                                         | Art. 98a der Landesverfassung                                                                                              | kein Themenausschluss                                                       | 5.000                                            | keine Frist                                      |
| Sachsen-Anhalt                                   | Art. 80 der Landesverfassung; §§ 4–9 (PDF; 44 kB) des Volksabstimmungsgesetzes                                             | kein Themenausschluss                                                       | 30.000                                           | keine Frist                                      |

| Die indirekte Volksinitiative als Teil einer dreistufigen Volksgesetzgebung | Die indirekte Volksinitiative als Teil einer dreistufigen Volksgesetzgebung                                                       | Die indirekte Volksinitiative als Teil einer dreistufigen Volksgesetzgebung                                        | Die indirekte Volksinitiative als Teil einer dreistufigen Volksgesetzgebung | Die indirekte Volksinitiative als Teil einer dreistufigen Volksgesetzgebung |
| Gebietskörperschaft                                                         | geregelt in | Themenausschluss                                                                                                   | Unterschriftenquorum                                                        | Sammlungsfrist                                                              |
| --------------------------------------------------------------------------- | --- | --- | --------------------------------------------------------------------------- | --------------------------------------------------------------------------- |
| Baden-Württemberg (Volksantrag)                                             | Art. 59 Abs. 2 der Landesverfassung; §§ 42–48 des Volksabstimmungsgesetzes                                                        | kein Themenausschluss                                                                                              | 0,5 %                                                                       | 1 Jahr                                                                      |
| Brandenburg                                                                 | Art. 22 der Landesverfassung; §§ 4–12 des Volksabstimmungsgesetzes                                                                | Landeshaushalt, Dienst- und Versorgungsbezüge, Abgaben und Personalentscheidungen                                  | 20.000 (150.000 beim Verlangen nach Neuwahlen)                              | 1 Jahr rückwirkend von der Einreichung                                      |
| Hamburg                                                                     | Art. 50 der Verfassung der Freien und Hansestadt Hamburg; §§ 2–5 des Volksabstimmungsgesetzes                                     | Bundesratsinitiativen, Haushaltspläne, Abgaben, Tarife der öffentlichen Unternehmen, Dienst- und Versorgungsbezüge | 10.000                                                                      | 6 Monate                                                                    |
| Hamburg                                                                     | → Hauptartikel : Volksgesetzgebung in Hamburg                                                                                     | |                                                                             |                                                                             |
| Mecklenburg-Vorpommern                                                      | Art. 59 der Landesverfassung; §§ 7–10 des Volksabstimmungsgesetzes; §§ 1–8 der Durchführungsverordnung zum VaG                    | Landeshaushalt, Abgaben, Besoldung                                                                                 | 15.000                                                                      | keine Frist                                                                 |
| Sachsen (Volksantrag)                                                       | Art. 70–71 und 73 der Landesverfassung; §§ 3–15 des VVVG                                                                          | Abgaben-, Besoldungs-, und Haushaltsgesetze                                                                        | 40.000                                                                      | keine Frist                                                                 |
| Schleswig-Holstein                                                          | Art. 48 der Landesverfassung; §§ 5–10 des Volksabstimmungsgesetzes                                                                | Landeshaushalt, Dienst- und Versorgungsbezüge, öffentliche Abgaben                                                 | 20.000                                                                      | 1 Jahr rückwirkend von der Einreichung                                      |
| Thüringen (Bürgerantrag)                                                    | Art. 82 (PDF; 6,1 MB) der Landesverfassung; §§ 7–8 des Gesetzes über Verfahren bei Bürgerantrag, Volksbegehren und Volksentscheid | kein Themenausschluss                                                                                              | 50.000                                                                      | 6 Monate                                                                    |

| Gebietskörperschaften ohne Volksinitiative | Gebietskörperschaften ohne Volksinitiative | Gebietskörperschaften ohne Volksinitiative | Gebietskörperschaften ohne Volksinitiative | Gebietskörperschaften ohne Volksinitiative | Gebietskörperschaften ohne Volksinitiative |
| Gebietskörperschaft                        | vergleichbares Verfahren | geregelt in... | Themenausschluss | Unterschriftenquorum | Sammlungsfrist |
| ------------------------------------------ | --- | --- | --- | --- | --- |
| Bayern                                     | Es gibt kein zur Volksinitiative vergleichbares Verfahren, Bürger können Gesetzesvorlagen aber auf dem Weg des Volksbegehrens in das Landesparlament einbringen. | Es gibt kein zur Volksinitiative vergleichbares Verfahren, Bürger können Gesetzesvorlagen aber auf dem Weg des Volksbegehrens in das Landesparlament einbringen. | Es gibt kein zur Volksinitiative vergleichbares Verfahren, Bürger können Gesetzesvorlagen aber auf dem Weg des Volksbegehrens in das Landesparlament einbringen. | Es gibt kein zur Volksinitiative vergleichbares Verfahren, Bürger können Gesetzesvorlagen aber auf dem Weg des Volksbegehrens in das Landesparlament einbringen. | Es gibt kein zur Volksinitiative vergleichbares Verfahren, Bürger können Gesetzesvorlagen aber auf dem Weg des Volksbegehrens in das Landesparlament einbringen. |
| Bayern                                     | → Hauptartikel : Volksgesetzgebung in Bayern | | | | |
| Hessen                                     | Es gibt kein zur Volksinitiative vergleichbares Verfahren, Bürger können Gesetzesvorlagen aber auf dem Weg des Volksbegehrens in das Landesparlament einbringen. | Es gibt kein zur Volksinitiative vergleichbares Verfahren, Bürger können Gesetzesvorlagen aber auf dem Weg des Volksbegehrens in das Landesparlament einbringen. | Es gibt kein zur Volksinitiative vergleichbares Verfahren, Bürger können Gesetzesvorlagen aber auf dem Weg des Volksbegehrens in das Landesparlament einbringen. | Es gibt kein zur Volksinitiative vergleichbares Verfahren, Bürger können Gesetzesvorlagen aber auf dem Weg des Volksbegehrens in das Landesparlament einbringen. | Es gibt kein zur Volksinitiative vergleichbares Verfahren, Bürger können Gesetzesvorlagen aber auf dem Weg des Volksbegehrens in das Landesparlament einbringen. |
| Bundesrepublik Deutschland                 | Auf gesamtstaatlicher Ebene besteht in Deutschland für die Bürger keine Möglichkeit Vorlagen jeglicher Art unmittelbar in den Bundestag einzubringen.            | Auf gesamtstaatlicher Ebene besteht in Deutschland für die Bürger keine Möglichkeit Vorlagen jeglicher Art unmittelbar in den Bundestag einzubringen.            | Auf gesamtstaatlicher Ebene besteht in Deutschland für die Bürger keine Möglichkeit Vorlagen jeglicher Art unmittelbar in den Bundestag einzubringen.            | Auf gesamtstaatlicher Ebene besteht in Deutschland für die Bürger keine Möglichkeit Vorlagen jeglicher Art unmittelbar in den Bundestag einzubringen.            | Auf gesamtstaatlicher Ebene besteht in Deutschland für die Bürger keine Möglichkeit Vorlagen jeglicher Art unmittelbar in den Bundestag einzubringen.            |